# رابین هود
رابین هود(به انگلیسی: Robin Hood) (به فرانسوی: Robin des bois) یک شخصیت داستانی و کهن‌الگو در فرهنگ فولکلور انگلستان است. ریشهٔ داستان رابین‌هود به سده‌های میانه بازمی‌گردد. رابین‌هود در ادبیات امروز نیز الهام‌بخش ترانه‌ها، کتاب‌ها و فیلم‌های بسیاری است.

## تاریخچه داستان
داستان رابین‌هود به سده ۱۴ میلادی باز می‌گردد. با اینحال داستان آیوانهو نوشته والتر اسکات در سال ۱۸۲۰ باعث توجه مردم به این داستان شد. داستان  رابین‌هود والتر اسکات در سال ۱۱۹۴ رخ می‌دهد.

## داستان
ماجرای رابین هود، قصه دزدان معروف جنگل شروود در نزدیکی شهر ناتینگهام است. پس از اینکه شاه ریچارد شیردل، رهسپار جنگ می‌شود برادرش جان تخت شاهی را غصب می‌کند و مالیات‌های سنگینی را برای مردم مقرر می‌کند. ریچارد شیردل در این فاصله به اسارت پادشاه اتریش در می‌آید. رابین‌هود که یکی از تیراندازان زبردست است از دادن مالیات سر باز می‌زند و به جنگل شروود پناه می‌برد. او به همراه همدستانش دارایی‌های ثروتمندان را می‌دزدند و میان تهیدستان تقسیم می‌کنند. پس از بازگشت ریچارد شیردل به انگلستان، وی موفق می‌شود قدرت را با کمک رابین‌هود از چنگ برادرش به‌درآورد.

## رابین هود واقعی
در تاریخ انگلستان چندین نفر به نام رابین‌هود وجود داشته‌اند. برای همین به‌نظر می‌رسد رابین‌هود نام مستعاری بوده است که یاغیان گوناگون در طول دوره‌ای بیش از ۱۰۰ سال از آن اسم استفاده کرده‌اند. همچنین نمی‌توان با اطمینان گفت که آنها لباس سبز می‌پوشیدند یا همیشه آنچه را که از ثروتمندان می‌دزدیدند به نیازمندان می‌دادند.

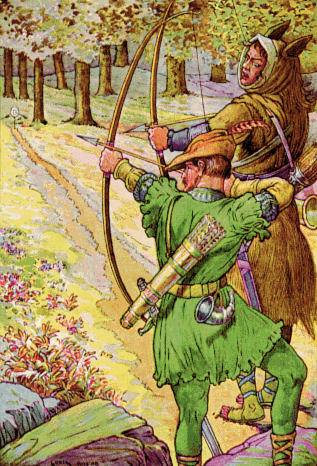
رابین هود